# Sea Shore Shapes
Sea Shore Shapes è un cortometraggio muto del 1921 diretto da Alfred J. Goulding.

## Produzione
Il film fu prodotto dalla Century Film.

## Distribuzione
Distribuito dall'Universal Film Manufacturing Company, il film - un cortometraggio in due bobine - uscì nelle sale cinematografiche USA il 19 ottobre 1921.